# SN 1976G
SN 1976G – supernowa odkryta 11 października 1976 roku w galaktyce NGC 488. W momencie odkrycia miała maksymalną jasność 14,40m.